# Grzegorz Grzyb
Grzegorz Grzyb (* 7. září 1976) je polský rally jezdec, dvojnásobný polský rally šampion, čtyřnásobný slovenský šampion.

## Životopis
Absolvoval univerzitu tělesné výchovy ve Vratislavi. Začal závodit v roce 1994, a to v rally šampionátu pohorávých vozů Fiat Cinquecento. Svůj první start ve velkém polském mistrovství absolvoval v roce 1997 na Krakovské rallye . Několikrát získal titul mistra Slovenska v rally (sezóny 2006, 2012, 2013, 2014, 2020) a vicemistra Slovenska (2005, 2008, 2010, 2011). V roce 2012 obsadil třetí místo a v roce 2014 druhé místo v celkové klasifikaci polského mistrovství. V sezóně 2016 získal společně s navigátorem Robertem Hundlou titul polského šampiona v rally. V roce 2020 navigovaný Michałem Poradziszem získal opět titul mistra Slovenska v rally, polského vicemistra rally a středoevropského šampiona FIA CEZ.

## Výsledky v ME Rally
| Rok  | tým        | Auto           | 1     | 2      | 3     | 4     | 5     | 6       | 7     | 8     | Pts. | MSc. |
| ---- | ---------- | -------------- | ----- | ------ | ----- | ----- | ----- | ------- | ----- | ----- | ---- | ---- |
| 2017 | Rufa Sport | Škoda Fabia R5 | POR - | ESP NU | GRE 3 | CYP - | POL 4 | CZE Ret | ITA 4 | LVA - | 60   | 6    |
| 2018 | Rufa Sport | Škoda Fabia R5 | POR - | ESP 6  | GRE 6 | CYP - | ITA 3 | CZE -   | POL 7 | LVA - | 49   | 8    |

## Soukromý život
Má manželku Agnieszku a má dvě dcery: Natalii a Polu.